# Капиллиций
Капиллиций, или волосяное сплетение (лат. capillitium, восх. к capillus — «волос») — совокупность нитевидных образований, которые пронизывают споровую массу в плодовых телах многих миксомицетов и некоторых гастеромицетов. Разрыхляет споровую массу и участвует в рассеивании спор благодаря способности к гигроскопическим движениям.
Капиллиций гастеромицетов представляет собой гифы, а капиллиций миксомицетов образуется из содержимого вакуолей плазмодия.
И у миксомицетов, и у гастеромицетов характеристики капиллиция служат важными систематическими признаками на уровне видов, родов и иногда семейств. У гастеромицетов к таким признакам относятся форма, размер, характер ветвления и цвет нитей, а у миксомицетов — ещё и их пустотелость или заполненность, обызвествлённость, орнаментация, наличие и особенности узелков.
Свободно оканчивающиеся нити капиллиция у миксомицетов называют элатерами. У гастеромицетов это название используется для элементов капиллиция со спиральной или кольцеобразной орнаментацией, имеющихся у рода Battarrea (семейство шампиньоновых).
У некоторых гастеромицетов капиллиций делится на два типа: прозрачные тонкостенные гифы с перегородками (паракапиллиций) и коричневые толстостенные без перегородок (настоящий капиллиций).
Миксомицеты, образующие эталии или псевдоэталии (группы слившихся или сросшихся спорангиев соответственно), обычно имеют псевдокапиллиций — совокупность остатков перидия (оболочек этих спорангиев). Он выглядит как пластинки, трубочки или сеточки. Может присутствовать вместе с настоящим капиллицием (например, у Fuligo) или без него (как у Lycogala).